# شاه‌توت
شاه‌توت یا شاتوت، گونه‌ای درخت گل‌دار از خانوادهٔ توت‌سانان (Moraceae)، و بومی آسیای جنوب غربی است. کاشت این درخت در زیستگاه بومی‌اش از پیشینه‌ای چنان طولانی برخوردار است که مشکل می‌توان گسترهٔ طبیعی انواع مختلف آن را به‌طور دقیق مشخّص نمود. در سردهٔ توت‌ها (Morus)، درخت شاه‌توت از همه کوچک‌تر است و بلندی آن گاه ممکن است تا ۳۰ پا (حدود ۹ متر) برسد، و در صورت عدم رسیدگی در سنّ پایین به شکل بوته باقی می‌ماند. این درخت عمری طولانی دارد و بعضاً دیده شده چند صد سال میوه دهد.
میوه شاه‌توت بزرگتر از توت سفید است و رنگ آن قرمز تیره یا ارغوانی و مزه‌اش ترش و شیرین و مطبوع است. شاه‌توت را می‌توان به صورت خام، پخته یا مربا مصرف کرد.

## ویژگی‌های خوراکی
وجود مواد خوراکی بسیار و نقش هم‌افزایی این مواد مغذی بر یکدیگر سبب شده است تا این میوه به عنوان منبعی خوب برای تأمین نیاز روزانه در رده ریزمغذی‌های گوناگون قرارگیرد. شاه‌توت از نظر فعالیت آنتی‌اکسیدانی یکی از بهترین خوراکی‌هاست که دارای فیتوکمیکال‌های قوی مانند آنتوسیانین است. آنتوسیانین رنگدانه‌ای است که باعث سیاه رنگ شدن شاه‌توت می‌شود.
شاه‌توت‌ها دارای کالری پایینی بوده (در هر ۱۰۰ گرم، ۴۳ کالری) و منبع خوبی از ویتامین C و A و E و آنتی‌اکسیدان است. همچنین شاه‌توت‌ها منبع خوبی از آهن هستند که به ندرت در دیگر گونه‌های توت‌ها پیدا می‌شود. این میوه همچنین سرشار از پتاسیم، منگنز و منیزیم است. پتاسیم بخش مهمی از سلول و مایعات بدن است که میزان ضربان قلب و فشار خون را کنترل می‌کند. شاه‌توت دارای مقدار فراوانی ویتامین B کمپلکس از گروه ویتامین‌ها و نیز ویتامین K است.
وجود انواع آنتی‌اکسیدان‌های گوناگون در شاه‌توت، «درجه ظرفیت جذب رادیکال‌های آزاد» آن را که یک شاخص اندازه‌گیری تأثیر مواد غذایی در پیشگیری از سرطان است، به رقم ۵۳۵۰ در هر صد گرم رسانده است.
این نوع توت حاوی مقدار بسیار خوبی از ویتامین B6، نیاسین، ریبوفلاوین و اسیدفولیک است. این ویتامین‌ها دارای وظایف مشترکی بوده و به بدن در سوخت و ساز کربوهیدرات‌ها، پروتئین‌ها و چربی‌ها کمک می‌کنند.
استفاده از جوشانده برگ‌های این میوه برای برطرف کردن حالت تهوع از قدیم معمول بوده و ریشه آن برای درمان اسهال خونی استفاده می‌شده است در برگ شاه‌توت ماده ای ضد قند وجود دارد که می‌تواند مرض قند را درمان کرده و قند خون را کاهش دهد. به همین دلیل می‌توان از آن در صورت وجود قند در ادرار و معالجه دیابت استفاده کرد.

## ارزش غذایی

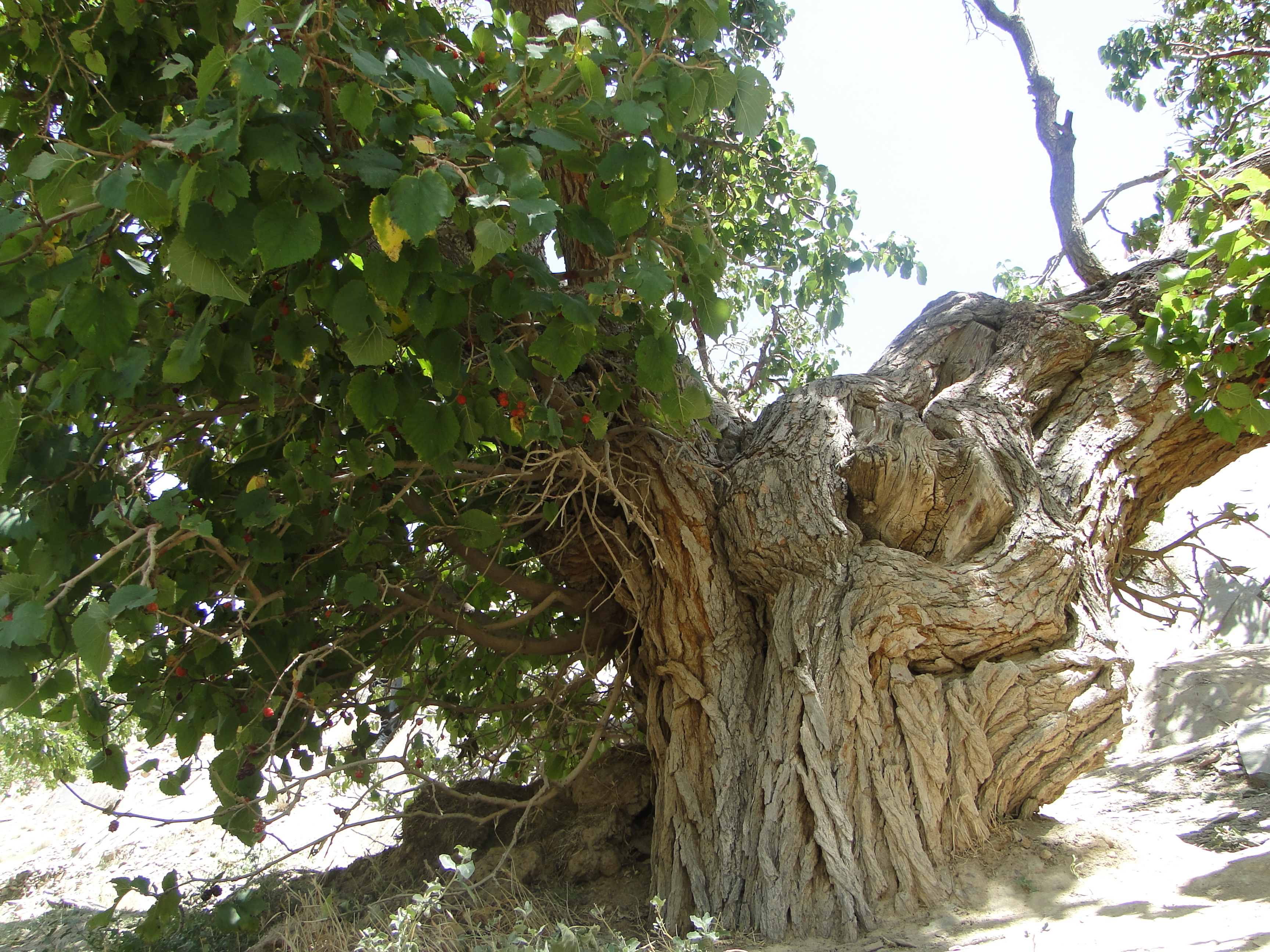
درخت شاه توت در روستای دارالسیاده سیدان، خراسان جنوبی، ایران

شاه توت سرشار از گلوکز و ماده قندی است و دارای ویتامینهای A و C املاح معدنی و تانن است.

## نگارخانه

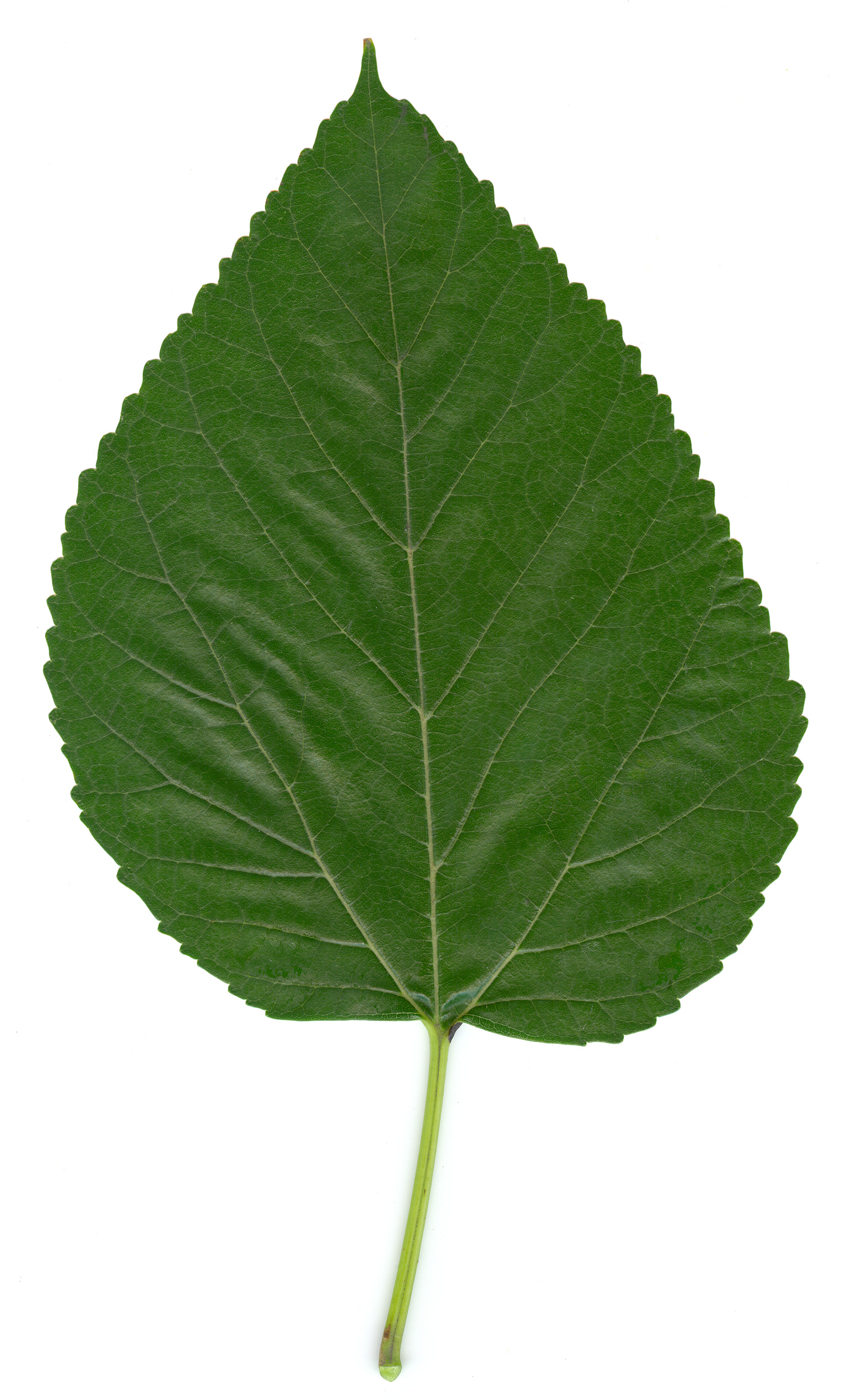
برگ این گیاه
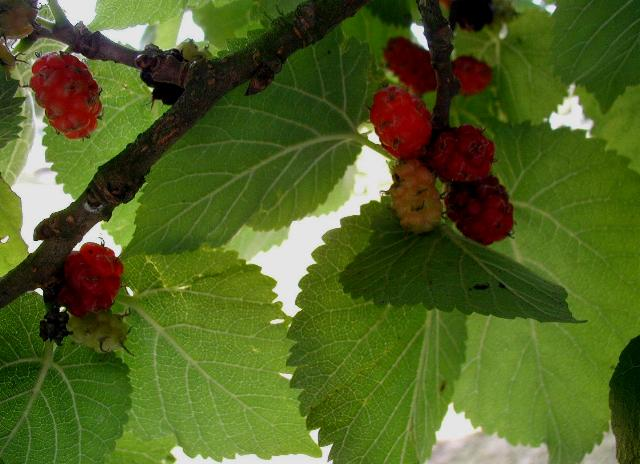
میوه درخت
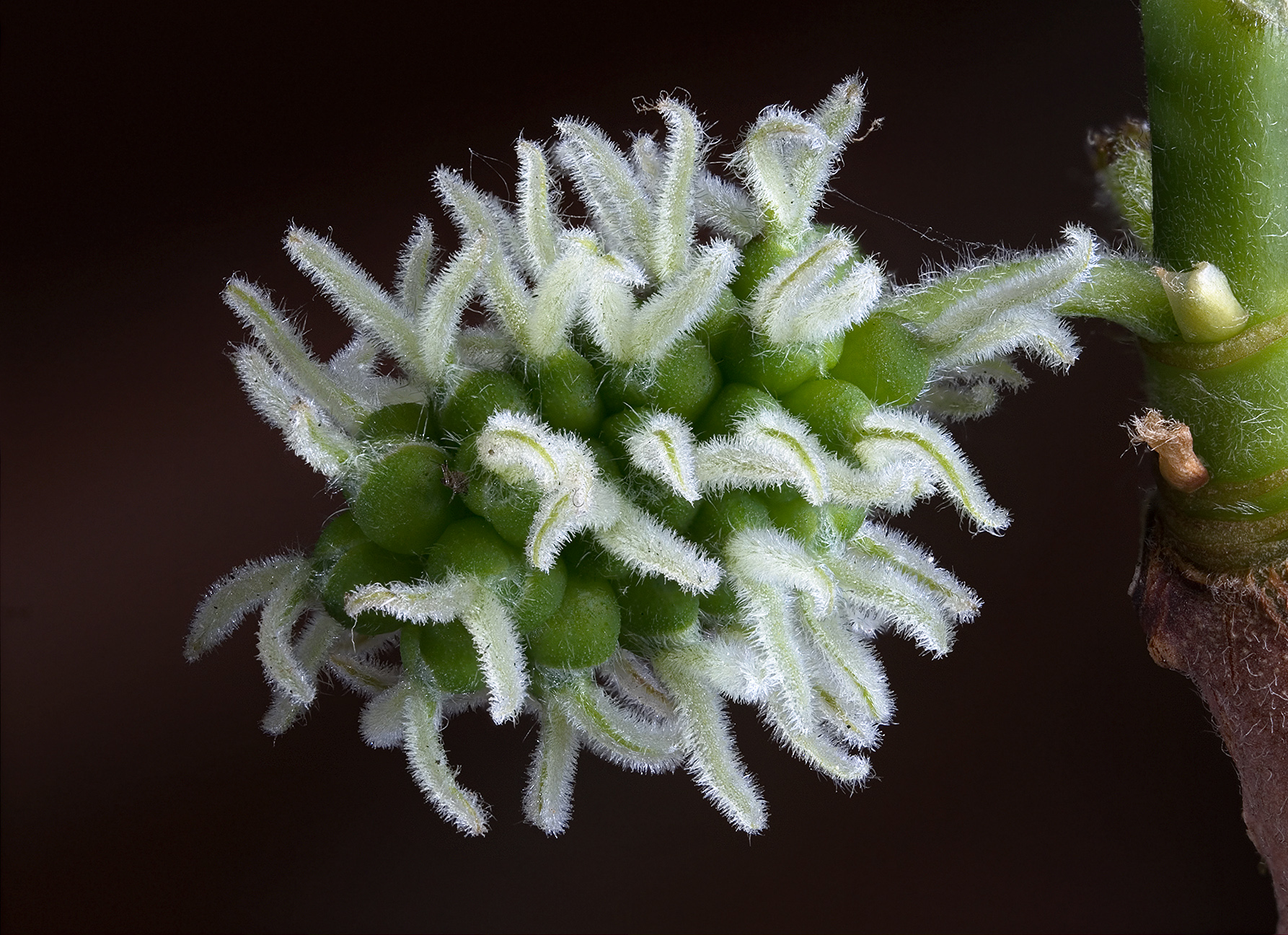
گل‌های مادینه گیاه
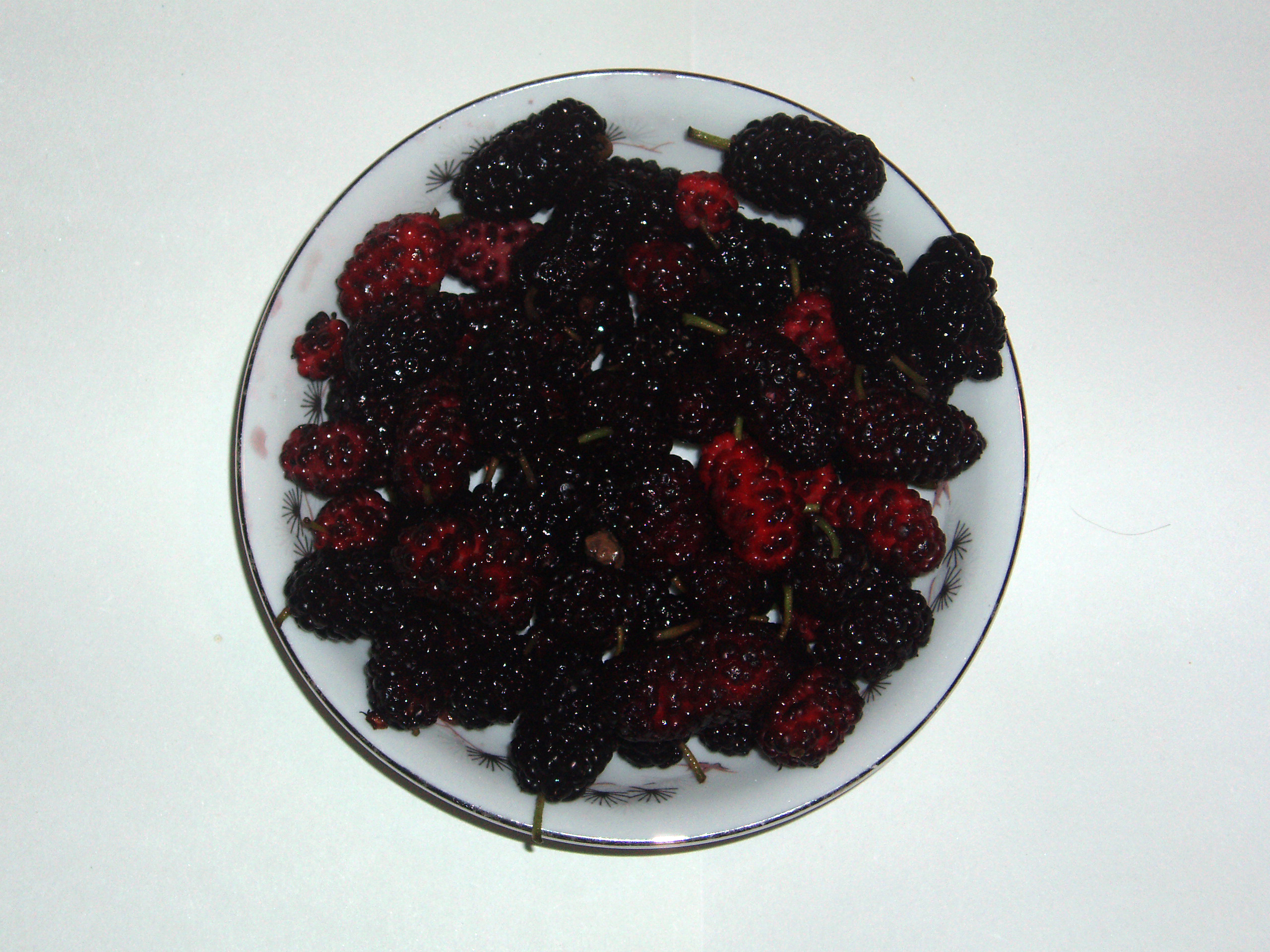
شاه‌توت رسیده
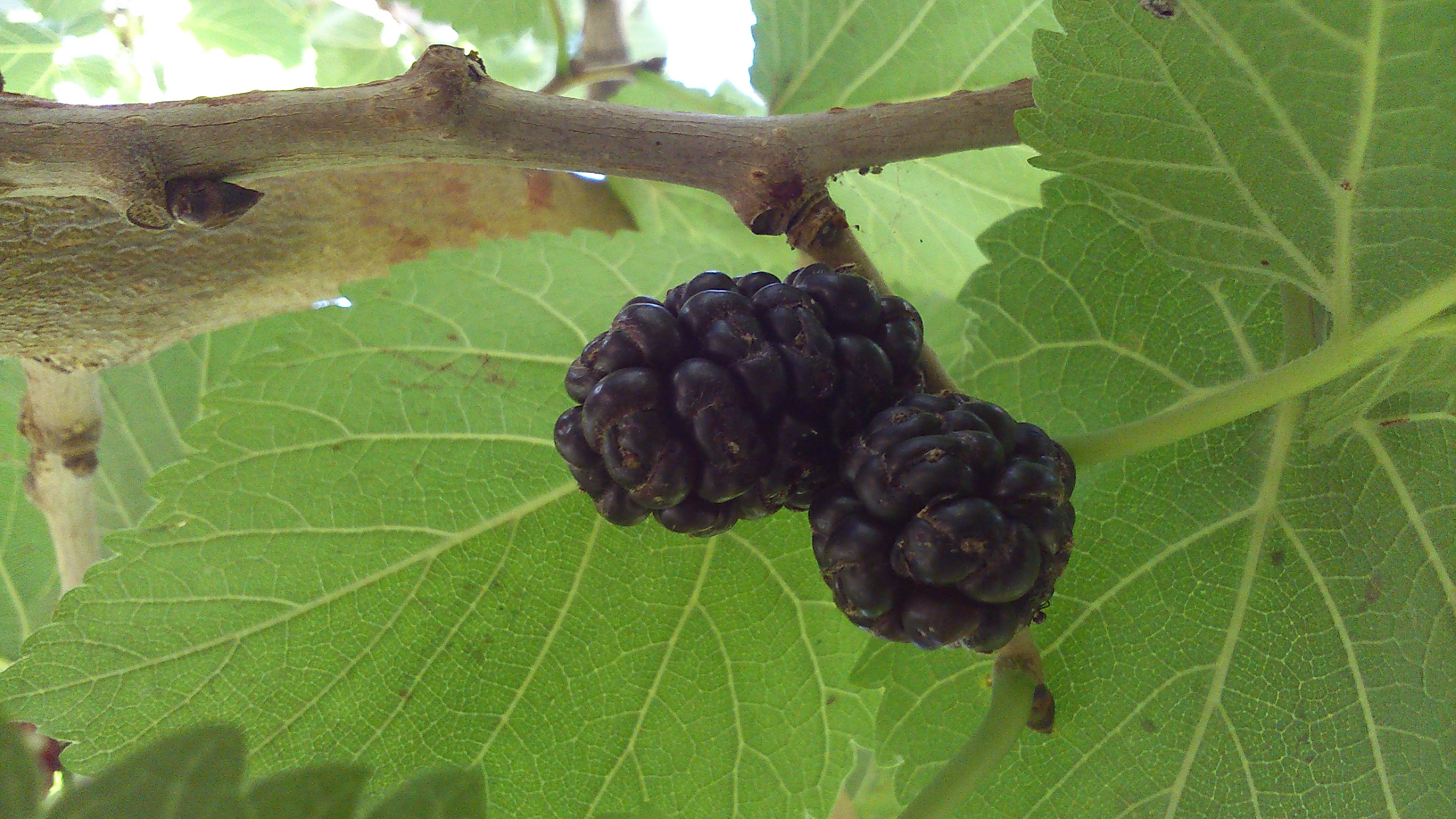
شاه‌توت رسیده